# Río Linares (Navarra)
El río Linares, también llamado Linares Mayor es un río de Navarra (España), de la zona de la Navarra Media Occidental, afluente del río Ebro por su margen izquierda. No debe confundirse con el río riojano homónimo que poco más adelante y por la margen derecha
Recibe como afluente al río Odrón junto al cual forma una de las principales cuencas hidrográficas de Navarra, como la del Ega (1.060 km²), la del Arga (2.550 km² y la del Aragón (3.350 km²), que vierten por la margen izquierda sus aguas en el río Ebro.

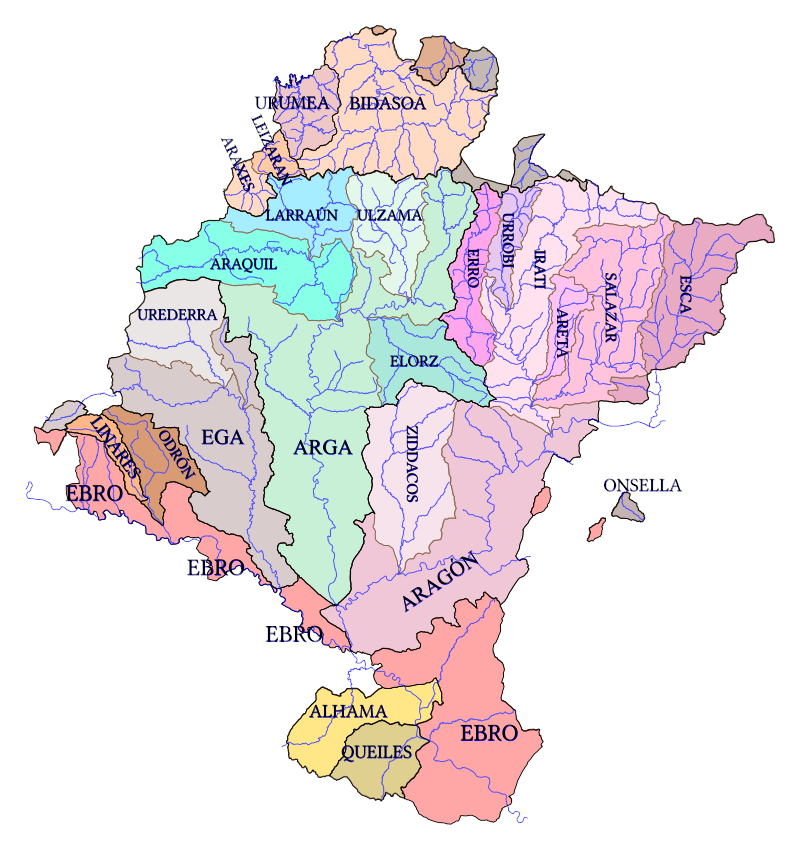
Hidrografía de Navarra - Cuencas

## Recorrido y afluentes
Nacido a 789 m s. n. m., al este del puerto de Bernedo. Durante los 39 km de longitud recorre una cuenca, limitada al norte por sierras de poca altitud, con una superficie que ronda los 40 km² y enclavada en la zona central del valle del Ebro. Todo ello condiciona sus características físicas y sus usos del suelo. Es frecuente que el río circule en algunos tramos sin caudales superficiales por las pocas aportaciones y los usos y características de la cuenca. El Odrón, el principal tributario, drena una área mayor, en la parte nororiental de esta cuenca, aportando una superficie de 260 km² que llevan la suma total a los 308,4 km². 
El río atraviesa las localidades de Aguilar de Codés, Espronceda, Torres del Río, Lazagurría, donde confluye con el Odrón. y, finalmente, Mendavía donde tributa al Ebro su caudal, a 325 m s. n. m. con lo que supera un desnivel de 464 m con una pendiente media del 1,2 %.

## Poblaciones por los que pasa el río

### Navarra
- Aguilar de Codés
- Espronceda
- Torres del Río
- Lazagurría
- Mendavía, desembocadura en el río Ebro.